# Ares Fighting Championship
Ares Fighting Championship, Ares FC – francuska organizacja promująca walki MMA (mixed martial arts) założona w 2019 roku przez Benjamina Sarfatiego i Fernanda Lopeza.

## Historia
Ares Fighting Championship zostało założone w 2019 roku przez Benjamina Sarfatiego i Fernanda Lopeza, zawodnika MMA kategorii średniej, pełniącego także rolę prezesa zarządu w tej organizacji. Siedziba Ares FC znajduje się we Francji w Paryżu.
Organizacja skupia się na pozyskiwaniu i kontraktowaniu świetnie zapowiadających się zawodników MMA z Europy i Afryki, a także pozyskiwaniu ich z Ameryki Północnej, by potem organizować sportowe gale składające się z walk MMA w danej kategorii wagowej.
Pierwsza gala Ares FC odbyła się 14 grudnia 2019 roku w stolicy Senegalu (Dakar). Była emitowana na żywo przez amerykańską platformę streamingową UFC Fight Pass. Na tym wydarzeniu wystąpili m.in. Nassourdine Imawow, Taylor Lapilus czy Łukasz Sajewski. Od ich pierwszego występu organizacja podpisała kontrakty z byłymi zawodnikami UFC – Juanem Adamsem, Johnem Moragą, Wilsonem Reisem i Nordine Talebem.
Drugie wydarzenie Ares FC zaplanowane było na termin 3 kwietnia 2020 roku w belgijskiej Brukseli, jednak gala się nie odbyła przez Epidemie Koronawirusa (COVID-19).  Następnie wydarzenie to przeniesiono na termin 30 października 2020, jednak te ponownie się nie odbyło. Ostatecznie przeniesiono jej termin oraz miejsce na 11 grudnia 2021 w paryskiej hali Palais des sports Marcel-Cerdan. W walce wieczoru tej imprezy Wilson Reis pokonał Taylora Lapilusa jednogłośną decyzją sędziowską (29-27, 29-27, 29-28).
Od gali Ares FC 3 wprowadzono mistrzowskie pasy w danej kategorii wagowej. Na tej gali po mistrzowskie tytułu sięgnęli m.in. Danilo Suzart (w wadze ciężkiej) i Abdoul Abdouraguimov (w wadze półśredniej).
20 stycznia 2023 roku podczas gali Ares FC 11 Rafał Haratyk zawalczył o pas mistrza Ares FC w wadze średniej. Przegrał to starcie w piątej rundzie z posiadaczem także pasa w wadze półśredniej, Abdoulem Abdouraguimovem.
7 kwietnia 2023 na wydarzeniu Ares FC 14 Ewelina Woźniak uległa w walce o pas mistrzyni kobiet w kategorii muszej niepokonanej Norweżce, Ivanie Petrović.

## Reguły
Walki toczą się w klatce.

### Rundy
- Walka trwa trzy rundy po 5 minut (minuta przerwy pomiędzy każdą):
- Walka o mistrzostwo ACA trwa 5 rund po 5 minut

### Zakończenie walki
Wygrana następowała przez:
- poddanie się przeciwnika
- nokaut
- nokaut techniczny – walkę przerywa sędzia, lekarz lub sekundanci
- dyskwalifikację – 3 żółte kartki,
- na punkty – punkty przyznawane przez 3 sędziów; kryteria: agresywność, stopień obrażeń zadanych przeciwnikowi, liczba ciosów i kontrola walki w parterze, różnica wagi pomiędzy rywalami.

### Akcje zabronione
- uderzenia łokciami w głowę
- uderzenia głową
- dźwignie skrętne na szyje
- uderzenia na tył głowy
- uderzenia i kopnięcia na krocze
- szczypanie
- drapanie
- wsadzanie palców w oczy
- szarpanie za włosy
- plucie
- trzymanie siatki
- gryzienie
- kopanie lub uderzanie rękoma w tył głowy przeciwnika i kark
- dźwignie na małe stawy (dozwolone atakowanie co najmniej 4 palców rąk lub nóg)
- stosowanie olejków i innych substancji natłuszczających

## Kategorie wagowe
Aktualnie Ares FC posiada 11 kategorii wagowych
- ciężka – do 120 kg
- półciężka – do 93 kg
- średnia – do 84 kg
- półśrednia – do 77 kg
- lekka – do 70 kg
- piórkowa – do 66 kg
- kogucia – do 61 kg
- musza – do 57 kg
- kogucia kobiet – do 61 kg
- musza kobiet – do 57 kg
- słomkowa kobiet – do 52 kg

## Aktualni mistrzowie Ares FC[15]
| Kategoria      | Waga               | Mistrz                 | Od                             | Obrony tytułu |
| -------------- | ------------------ | ---------------------- | ------------------------------ | ------------- |
| Ciężka         | do 120 kg (265 lb) | Abu Bakr Bathily       | 14 Czerwca 2024 (Ares 22)      |               |
| Półciężka      | do 93 kg (205 lb)  | Abdulrakhman Yakhyaev  | 11 Lipca 2024 (Ares 23)        | 1             |
| Średnia        | do 84 kg (185 lb)  | Virgil Augen           | 18 kwietnia 2024 (Ares 20)     | 1             |
| Półśrednia     | do 77 kg (170 lb)  | Baysangur Chamsoudinov | 16 maja 2025 (Ares 30)         |               |
| Lekka          | do 70 kg (155 lb)  | Axel Sola              | 15 grudnia 2023 (Ares 18)      | 4             |
| Piórkowa       | do 66 kg (145 lb)  | Josh O’Connor          | 18 stycznia 2025 (Ares 28)     | 1             |
| Kogucia        | do 61 kg (135 lb)  | Aboubakar Younousov    | 26 września 2024 (Ares 25)     |               |
| Musza          | do 57 kg (125 lb)  | Batsukh Uuganbayar     | 20 czerwca 2025 (Ares 32)      |               |
| Kogucia kobiet | do 61 kg (135 lb)  | Rizlen Zouak           | 15 grudnia 2023 (Ares 18)      |               |
| Musza kobiet   | do 57 kg (125 lb)  | Jady Menezes           | 24 października 2024 (Ares 26) | 1             |

## Lista gal i rozpiska[16]
| Nr | Gala                                   | Data                 | Miejsce                                           |
| -- | -------------------------------------- | -------------------- | ------------------------------------------------- |
| 1  | Ares FC 1                              | 14 Grudnia 2019      | Esplanade du Musé des Civilisations Noires, Dakar |
| 2  | Ares FC 2                              | 11 Grudnia 2021      | Marcel Cerdan Arena, Paryż                        |
| 3  | Ares FC 3: Abdouraguimov vs. Godofredo | 3 Lutego 2022        | Le Dôme de Paris, Paryż                           |
| 4  | Ares FC 4: Kruschewsky vs. Lapilus     | 10 Marca 2022        | Le Dôme de Paris, Paryż                           |
| 5  | Ares FC 5: Lapilus vs. Pena            | 16 Kwietnia 2022     | Le Dôme de Paris, Paryż                           |
| 6  | Ares FC 6: Damiani vs. Tulshaev        | 20 Maja 2022         | Le Dôme de Paris, Paryż                           |
| 7  | Ares FC 7: Abdoul vs. Amoussou         | 25 Czerwca 2022      | Le Dôme de Paris, Paryż                           |
| 8  | Ares FC 8: Tekenah vs. Siric           | 2 Września 2022      | Le Dôme de Paris, Paryż                           |
| 9  | Ares FC 9: Lapilus vs. Ayoub 2         | 3 Listopada 2022     | Le Dôme de Paris, Paryż                           |
| 10 | Ares FC 10: Lebout vs. Amoussou        | 8 Grudnia 2022       | Le Dôme de Paris, Paryż                           |
| 11 | Ares FC 11: Abdoul vs. Haratyk         | 20 Stycznia 2023     | Le Dôme de Paris, Paryż                           |
| 12 | Ares FC 12: Pena vs. Boudegzdame       | 17 Lutego 2023       | Le Dôme de Paris, Paryż                           |
| 13 | Ares FC 13: Lapilus vs. Beltran        | 9 Marca 2023         | Le Dôme de Paris, Paryż                           |
| 14 | Ares FC 14: Lebout vs. Staropoli       | 7 Kwietnia 2023      | Le Dôme de Paris, Paryż                           |
| 15 | Ares FC 15: Pena vs. Saadi             | 11 Maja 2023         | Le Dôme de Paris, Paryż                           |
| 16 | Ares FC 16: Chamsoudinov vs. Escudero  | 23 Czerwca 2023      | Le Dôme de Paris, Paryż                           |
| 17 | Ares FC 17: Aida vs. Younousov         | 17 Listopada 2023    | Palais des Sports Marcel-Cerdan, Levallois-Perret |
| 18 | Ares FC 18: Augen vs. Shiguemoto       | 15 Grudnia 2023      | Palais des Sports Marcel-Cerdan, Levallois-Perret |
| 19 | Ares FC 19: Pena vs. Lee-Scott         | 7 Marca 2024         | ARES Studio, Aubervilliers                        |
| 20 | Ares FC 20: Augen vs. Gutu             | 18 Kwietnia 2024     | Le Dôme de Paris, Paryż                           |
| 21 | Ares FC 21: Do Santos vs. Baillot      | 2 Maja 2024          | ARES Studio, Aubervilliers                        |
| 22 | Ares FC 22: Sola vs. Imavov            | 14 Czerwca 2024      | Adidas Arena, Paryż                               |
| 23 | Ares FC 23: Begai vs. Yakhyaev         | 11 Lipca 2024        | ARES Studio, Aubervilliers                        |
| 24 | Ares FC 24: Klinkhammer vs. Gonçalves  | 5 Września 2024      | ARES Studio, Aubervilliers                        |
| 25 | Ares FC 25: Sola vs. Gagloev           | 26 Września 2024     | Adidas Arena, Paryż                               |
| 26 | Ares FC 26: Menezes vs. Menezes        | 24 Października 2024 | ARES Studio, Aubervilliers                        |
| 27 | Ares FC 27: Augen vs. Rocha            | 23 Listopada 2024    | Marseille Sports Palace, Marsylia                 |
| 28 | Ares FC 28: Sola vs. Caio              | 18 Stycznia 2025     | Palais Nikaïa, Nicea                              |
| 29 | Ares FC 29: Younousov vs. Alcino       | 14 Lutego 2025       | Adidas Arena, Paryż                               |
| 30 | Ares FC 30: Lima vs. Chamsoudinov      | 16 Maja 2025         | Adidas Arena, Paryż                               |
| 31 | Ares FC 31: Sola vs. Oudelha           | 14 Czerwca 2025      | Palais des Sports, Marsylia                       |
| 32 | Ares FC 32: Uuganbayar Vs. Oliveira    | 20 Czerwca 2025      | Brest Arena, Brest                                |
| 33 | Ares FC 33                             | 4 Lipca 2025         | H Arena, Nantes                                   |
| 34 | Ares FC 34                             | 13 Września 2025     | Adidas Arena, Paryż                               |

## Wyniki gal

### Ares FC 1
Walka Wieczoru:
- Walka w kategorii półciężkiej:  Ildemar Alcântara –  Laurynas Urbonavicius

Zwycięstwo Urbonaviciusa przez jednogłośną decyzję sędziów
Karta Główna
- Walka w kategorii ciężkiej:  Sofiane Boukichou –  Oumar Kane

Zwycięstwo Kane przez TKO w 2 rundzie
- Walka w kategorii koguciej:  Marcos Breno –  Taylor Lapilus

Zwycięstwo Lapilusa przez jednogłośną decyzję sędziów
- Walka w kategorii średniej:  Glenn Sparv –  Gregory Babene

Zwycięstwo Babene przez poddanie w 2 rundzie
- Walka w kategorii półśredniej:  Jonathan Meunier –  Nassourdine Imawow

Zwycięstwo Imawowa przez TKO w 1 rundzie
Karta Wstępna
- Walka w kategorii ciężkiej:   Matunga Djikasa –  Josh Parisian

Zwycięstwo Parisiana przez TKO w 2 rundzie
- Walka w kategorii lekka:  Damien Lapilus  –  Łukasz Sajewski

Zwycięstwo Lapilusa przez TKO w 2 rundzie
- Walka w kategorii średnia:  Eslam Abdul Baset –  Djati Mélan

Zwycięstwo Mélana przez niejednogłośną decyzję sędziów
- Walka w kategorii lekka:  Mairon Santos –  Baba Boundjou Nadjombe

Zwycięstwo Santosa przez jednogłośną decyzję sędziów

### Ares FC 2
Walka Wieczoru:
- Walka w kategorii koguciej:  Wilson Reis –  Taylor Lapilus

Zwycięstwo Lapilusa przez jednogłośną decyzję sędziów
Karta Główna
- Walka w kategorii półśredniej:  Luciano Contini –  Abdoul Abdouraguimov

Zwycięstwo Abdouraguimova przez poddanie w 1 rundzie
- Walka w kategorii półśredniej:  Louis Glismann –  Emil Weber Meek

Zwycięstwo Glismanna przez poddanie w 1 rundzie
- Walka w kategorii lekkiej:  David Tonatiuh Crol –  Daguir Imawow

Zwycięstwo Imawowa przez jednogłośną decyzję sędziów
- Walka kobiet w kategorii koguciej:  Gisele Moreira –  Rizlen Zouak

Zwycięstwo Moreiry przez TKO w 2 rundzie
Karta Wstępna
- Walka w kategorii półśredniej:  Karim Rabei –  Felix Klinkhammer

Zwycięstwo  Klinkhammera przez poddanie w 1 rundzie
- Walka w kategorii ciężkiej:  Benjamin Šehić –  Abu Bakr Bathily

Zwycięstwo Šehicia przez poddanie w 1 rundzie
- Walka w kategorii średniej:  Cherif Drame –  Wissame Akhmouch

Zwycięstwo Akhomucha przez poddanie w 2 rundzie
- Walka w kategorii ciężkiej:  Marsel Sychev –  Paweł Biernat

Zwycięstwo Biernata przez TKO w 1 rundzie
- Walka w kategorii muszej:  Patrik Martinik –  Temerlan Azizov

Zwycięstwo Azizova przez jednogłośną decyzję sędziów

### Ares FC 3: Abdouraguimov vs. Godofredo
Walka Wieczoru:
- Walka o pas mistrzowski Ares FC w kategorii półśredniej:  Godofredo Pepey –  Abdoul Abdouraguimov

Zwycięstwo Abdouraguimova przez poddanie w 1 rundzie
Karta Główna
- Walka o pas mistrzowski Ares FC w kategorii ciężkiej:  Benjamin Šehić –  Danilo Suzart

Zwycięstwo Suzarta przez większościową decyzję sędziów
- Walka w kategorii półciężkiej:  Paulin Begai –  Oumar Sy

Zwycięstwo Sy przez jednogłośną decyzję sędziów
- Walka w kategorii półśredniej:  Juan Manuel Suarez  –  Muslim Tulszajew

Zwycięstwo Tulszajewa przez KO w 1 rundzie
- Walka w kategorii półciężkiej:  Jacky Jeanne –  Yassine Boughanem

Zwycięstwo Jeanne przez TKO w 1 rundzie
Karta Wstępna
- Walka w kategorii ciężkiej:  Tiago Cardoso –  Yuriy Protzenko

Zwycięstwo Protzenko przez niejednogłośną decyzję sędziów
- Walka kobiet w kategorii muszej:  Ivana Širić Petrović –  Dorota Norek

Zwycięstwo Petrovicia przez TKO w 1 rundzie
- Walka w kategorii ciężkiej:  Ben Adwubi –  Mraz Avdoyan

Zwycięstwo Avdoyana przez poddanie w 2 rundzie
- Walka kobiet w kategorii muszej:  Iris Marmouset –  Alexandra Tekenah

Zwycięstwo Tekenaha przez TKO w 1 rundzie
- Walka w kategorii ciężkiej:  Wernei Cardoso –  Alpha Cissokho

Zwycięstwo Cissokho przez TKO w 2 rundzie

### Ares FC 4: Kruschewsky vs. Lapilus
Walka Wieczoru:
- Walka w kategorii lekkiej:  Kaynan Kruschewsky –  Damien Lapilus

No Contest (zmiana werdyktu)
Karta Główna
- Walka kobiet w kategorii słomkowej:  Maria Silva –  Ewelina Woźniak

Zwycięstwo Silvy przez poddanie w 3 rundzie
- Walka w kategorii średniej:  Henrique Shiguemoto  –  Pietro Penini

Zwycięstwo Shiguemoto przez TKO w 1 rundzie
- Walka w kategorii półciężkiej:  Claudio Conti –  Nasrudin Nasrudinov

Zwycięstwo Nasrudinova przez TKO w 1 rundzie
- Walka kobiet w kategorii słomkowej:  Micol di Segni –  Elizabeth Rodrigues

Zwycięstwo Rodrigues przez jednogłośną decyzję sędziów
- Walka w kategorii średniej:  Achmied Salamow –  Robert Valentin

Zwycięstwo Salamowa przez poddanie w 3 rundzie
- Walka w kategorii lekkiej:  Karim Ghajji –  Marek Jakimowicz

Zwycięstwo Ghajjiego przez dyskwalfikację w 1 rundzie
Karta Wstępna
- Walka w kategorii lekkiej:  Karim Rabei  –  Nikola Joksović

Zwycięstwo Rabeia przez jednogłośną decyzję sędziów
- Walka kobiet w kategorii koguciej:  Flordinice Muniz –  Rizlen Zouak

Zwycięstwo Zouak przez jednogłośną decyzję sędziów
- Walka w kategorii piórkowej:  David Tonatiuh Crol –  Darwin Luna Ortez

Zwycięstwo Crola przez poddanie w 1 rundzie
- Walka w kategorii średniej:  Ammari Diedrick –  Shakhbulat Abuev

Zwycięstwo Diedricka przez TKO w 1 rundzie

### Ares FC 5: Lapilus vs. Pena
Walka Wieczoru:
- Walka o pas mistrzowski Ares FC w kategorii koguciej:  Demarte Pena –  Taylor Lapilus

Zwycięstwo Lapilusa przez TKO w 1 rundzie
Karta Główna
- Walka w kategorii półśredniej:  Felix Klinkhammer –  Wissame Akhmouch

Zwycięstwo Klinkhammera przez poddanie w 1 rundzie
- Walka w kategorii półśredniej:  Laureano Staropoli  –  Carl Booth

Zwycięstwo Starapoliego przez jednogłośną decyzję sędziów
- Walka kobiet w kategorii koguciej:  Gisele Moreira –  Zaira Dyshekova

Zwycięstwo Moreiry przez jednogłośną decyzję sędziów
Karta Wstępna
- Walka w kategorii muszej:  Leonardo de Oliveira –  Samir Faiddine

Zwycięstwo Faiddine przez jednogłośną decyzję sędziów
- Walka w kategorii ciężkiej:  Xavier Lessou –  Freddy Kemayo

Zwycięstwo Kemayo przez TKO w 2 rundzie
- Walka kobiet w kategorii koguciej:  Ivana Širić Petrović –  Marta Waliczek

Zwycięstwo Petrović przez niejednogłośną decyzję sędziów
- Walka w kategorii półśredniej:  Lukas Cruz –  Bobby Pallett

Zwycięstwo Pallett przez TKO w 3 rimdzoe
- Walka kobiet w kategorii muszej:  Assia Miri –  Marjorie Le Moullac

Zwycięstwo Miri przez jednogłośną decyzję sędzióe
- Walka kobiet w kategorii piórkowej:  Mariza Loch –  Karolina Sobek

Zwycięstwo Sobek przez poddanie w 2 rundzie

### Ares FC 6: Damiani vs. Tulshaev
Walka Wieczoru:
- Walka w kategorii półśredniej:  Muslim Tulszajew –  Leonardo Damiani

Zwycięstwo Damianiego przez jednogłośną decyzję sędziów
Karta Główna
- Walka w kategorii półciężkiej:  Hugo Guillon –  Jacky Jeanne

Zwycięstwo Jeanna przez TKO w 1 rundzie
- Walka w kategorii półśredniej:  Leandro Barbosa –  Teddy Violet

Zwycięstwo Violeta przez TKO w 1 rundzie
- Walka w kategorii półśredniej:  Baissangour Chamsoudinov –  Mickael Marie Sardi

Zwycięstwo Chamsoudinova przez jednogłośną decyzję sędziów
- Walka w kategorii półśredniej:  Jordan Zébo –  Karim Ghajji

Zwycięstwo Zébo przez jednogłośną decyzję sędziów
Karta Wstępna
- Walka w kategorii piórkowej:  Ian Entwistle –  Arthur Demonceaux

Zwycięstwo Demonceaux przez TKO w 1 rundzie
- Walka kobiet w kategorii koguciej:  Liana Jojua –  Darya Zheleznyakova

Zwycięstwo Zheleznyakovej przez jednogłośną decyzję sędziów
- Walka w kategorii półśredniej:  Mohamad Baillot  –  Marek Jakimowicz

Zwycięstwo Baillota przez dyskwalfikację
- Walka kobiet w kategorii muszej:  Megan Morris –  Alexandra Tekenah

Zwycięstwo Tekenah przez jednogłośną decyzję sędziów
- Walka w kategorii koguciej:  Moustapha Aida –  Leopold Goi

Zwycięstwo Aidy przez jednogłośną decyzję sędziów
- Walka w kategorii piórkowej:  Asilder Badouiev –  Mossab El Marzkioui

Zwycięstwo Badouieva przez poddanie w 1 rundzie
- Walka w limicie -76 kg:  Kenzi Khouadra –  Turpal Younousov

Zwycięstwo Younousova przez poddanie w 1 rundzie
- Walka w kategorii średniej:  John Caseneuil –  Yacine Haddad

Zwycięstwo Caseneuila przez niejednogłośną decyzję sędziów

### Ares FC 7: Abdoul vs. Amoussou
Walka Wieczoru:
- Walka o pas mistrzowski Ares FC w kategorii półśredniej:  Abdoul Abdouraguimov –  Karl Amoussou

Zwycięstwo Abdouraguimova przez TKO w 1 rundzie
Karta Główna
- Walka o pas mistrzowski Ares FC w kategorii średniej:  Achmied Salamow –  Jose Galindo

Zwycięstwo Salamowa przez poddanie w 1 rundzie
- Walka w kategorii koguciej:  José Marcos –  William Gomis

Zwycięstwo Gomisa przez TKO w 3 rundzie
- Walka w kategorii ciężkiej:  Luis Henrique  –  Slim Trabelsi

Zwycięstwo Trabelsiego przez jednogłośną decyzję sędziów
- Walka w kategorii lekkiej:  Amin Ayoub –  Damien Lapilus

Zwycięstwo Lapilusa przez TKO w 2 rundzie
- Walka w kategorii ciężkiej:  Szamil Gaziew –  Kirill Korniłow

Zwycięstwo Gaziewa przez niejednogłośną decyzję sędziów
Karta Wstępna
- Walka kobiet w kategorii słomkowej:  Ewelina Woźniak –  Anastasia Feofanova

Zwycięstwo Woźniak przez poddanie w 2 rundzie
- Walka w kategorii półśredniej:  Ibrahim Mané –  Magomed Ayskhanov

Zwycięstwo Mané przez jednogłośną decyzję sędziów
- Walka kobiet w kategorii piórkowej:  Melissa Dixon –  Rizlen Zouak

Zwycięstwo Zouak przez jednogłośną decyzję sędziów
- Walka w kategorii ciężkiej:  Alpha Cissokho –  Badr Medkouri

Zwycięstwo Medkouriego przez TKO w 2 rundzie

### Ares FC 8: Tekenah vs. Siric
Walka Wieczoru:
- Walka kobiet o pas mistrzowski Ares FC w kategorii muszej:  Ivana Širić Petrović –  Alexandra Tekenah

Zwycięstwo Petrović przez poddanie w 3 rundzie
Karta Główna
- Walka o pas mistrzowski Ares FC w kategorii ciężkiej:  Slim Trabelsi –  Azamat Nuftillaev

Zwycięstwo Trabelsiego przez TKO w 2 rundzie
- Walka w limicie -68 kg:  David Tonatiuh Crol –  Alioune Nahaye

No Contest (zmiana werdyktu)
- Walka w kategorii lekkiej:  Ghiles Oudelha –  Teddy Violet

Zwycięstwo Oudelhi przez jednogłośną decyzję sędziów
- Walka w kategorii muszej:  Shajidul Haque –  Samir Faiddine

Zwycięstwo Hague przez niejednogłośną decyzję sędziów
- Walka w kategorii półśredniej:  Baissangour Chamsoudinov –  Bobby Pallett

Zwycięstwo Chamsoudinova przez jednogłośną decyzję sędziów
Karta Wstępna
- Walka w kategorii półciężkiej:  Paulin Begai –  Igor Glazkov

Zwycięstwo Glazkova przez jednogłośną decyzję sędziów
- Walka w kategorii półśredniej:  Ammari Diedrick –  Racim Batouche

Zwycięstwo Batouche przez jednogłośną decyzję sędziów
- Walka w kategorii średniej:  Ale Joseph –  Mantas Kondratavičius

Zwycięstwo Kondratavičiusa przez TKO w 1 rundzie

### Ares FC 9: Lapilus vs. Ayoub 2
Walka Wieczoru:
- Walka o pas mistrzowski Ares FC w kategorii lekkiej:  Amin Ayoub –  Damien Lapilus

Remis
Karta Główna
- Walka w kategorii średniej:  Pietro Penini –  Robert Valentin

No Contest
- Walka w kategorii półśredniej:  Laureano Staropoli –  Leonardo Damiani

Zwycięstwo Staropoliego przez jednogłośną decyzję sędziów
- Walka kobiet w kategorii koguciej:  Melissa Dixon –  Darya Zheleznyakova

Zwycięstwo Dixon przez TKO w 1 rundzie
- Walka w kategorii półśredniej:  Yassin Najid –  Ibrahim Mané

Zwycięstwo Mané przez poddanie w 1 rundzie
- Walka kobiet w kategorii koguciej:  Iony Razafiarison –  Rizlen Zouak

Zwycięstwo Zouak przez jednogłośną decyzję sędziów
Karta Wstępna
- Walka w kategorii półciężkiej:  Virgil Augen –  Jacky Jeanne

Zwycięstwo Augena przez poddanie w 1 rundzie
- Walka w kategorii lekkiej:  Turpal Younousov –  Jakub Kaczmarski

Zwycięstwo Younousova przez poddanie w 2 rundzie
- Walka w kategorii koguciej:  Leopold Goi –  Mehdi Saadi

Zwycięstwo Saadiego przez poddanie w 1 rundzie
- Walka w kategorii piórkowej:  Youssouf Binate –  Michael Peynaud

Zwycięstwo Binate przez KO w 1 rundzie
- Walka w kategorii lekkiej:  Pavlos Ntatidis –  Soslan Gagloev

Zwycięstwo Gagloeva przez TKO w 1 rundzie
- Walka w kategorii muszej:  Jawany Scott –  Temerlan Azizov

Zwycięstwo Azizova przez niejednogłośną decyzję sędziów

### Ares FC 10: Lebout vs. Amoussou
Walka Wieczoru:
- Walka w kategorii półśredniej:  Karl Amoussou –  Mickael Lebout

Zwycięstwo Lebout przez jednogłośną decyzję sedziów
Karta Główna
- Walka w kategorii koguciej:  Moustapha Aida –  Demarte Pena

Zwycięstwo Peny przez jednogłośną decyzję sędziów
- Walka w kategorii lekkiej:  Khayrulla Khayrullaev –  Mark Ewen

Zwycięstwo Ewena przez TKO w 1 rundzie
- Walka w kategorii półciężkiej:  Paulin Begai –  Paolo Anastasi

Zwycięstwo Begaia przez TKO w 1 rundzie
- Walka w kategorii piórkowej:  Yves Antibe Zanga –  Youssouf Binate

Zwycięstwo Binate przez poddanie w 1 rundzie
- Walka w kategorii średniej:  Marcio Martins –  Vlad Gutu

Zwycięstwo Gutu przez TKO w 1 rundzie
- Walka w kategorii ciężkiej:  Moésio Brandão –  Azamat Nuftillaev

Zwycięstwo Nuftillaeva przez TKO w 3 rundzie
Karta Wstępna
- Walka w kategorii średniej:  Yacine Haddad –  Shakhbulat Abuev

Zwycięstwo Haddada przez jednogłośną decyzję sędziów
- Walka w kategorii ciężkiej:  Benjamin Šehić –  Badr Medkouri

Zwycięstwo Šehicia przez poddanie w 1 rundzie
- Walka w kategorii koguciej:  Tom Wright –  Aboubakar Younousov

Zwycięstwo Younousova przez poddanie w 1 rundzie
- Walka w kategorii koguciej:  Anthony Laurent –  Mohamed Ramdane

Zwycięstwo Ramdane przez TKO w 2 rundzie

### Ares FC 11: Abdoul vs. Haratyk
Walka Wieczoru:
- Walka o pas mistrzowski Ares FC w kategorii średniej:  Abdoul Abdouraguimov –  Rafał Haratyk

Zwycięstwo Abdouraguimova przez poddanie w 5 rundzie
Karta Główna
- Walka w kategorii lekkiej:  Amin Ayoub –  Ghiles Oudelha

Zwycięstwo Ayouba przez jednogłośną decyzję sędziów
- Walka w kategorii półśredniej:  Alexander Mikael –  Baissangour Chamsoudinov

Zwycięstwo Chamsoudinova przez jednogłośną decyzję sędziów
- Walka w kategorii ciężkiej:  Faycal Hucin –  Paweł Biernat

Zwycięstwo Biernata przez TKO w 1 rundzie
- Walka kobiet w kategorii muszej:  Levi Steedman –  Alexandra Tekenah

Zwycięstwo Tekenah przez TKO w 2 rundzie
- Walka kobiet w kategorii słomkowej:  Assia Miri –  Fabiola Pidroni

Zwycięstwo Pidroni przez TKO w 1 rundzie
- Walka w kategorii półśredniej:  Ammari Diedrick –  Karim Ghajji

Zwycięstwo Diedricka przez niejednogłośną decyzję sędziów
Karta Wstępna
- Walka w kategorii ciężkiej:  Mickaël Groguhe –  Freddy Kemayo

Zwycięstwo Groguhe przez TKO w 1 rundzie
- Walka w kategorii półśredniej:  Caleb Nascimento –  Jordan Zébo

Zwycięstwo Zébo przez jednogłośną decyzję sędziów
- Walka w kategorii ciężkiej:  Elvis Tchapda –  Kenzo Soares Silva

Zwycięstwo Silvy przez TKO w 2 rundzie
- Walka w kategorii średniej:  Hugo Guillon –   Frank Martin

Zwycięstwo Guillona przez jednogłośną decyzję sędziów

### Ares FC 12: Pena vs. Boudegzdame
Walka Wieczoru:
- Walka o pas mistrzowski Ares FC w kategorii koguciej:  Demarte Pena  –  Elias Boudegzdame

Zwycięstwo Peny przez jednogłośną decyzję sędziów
Karta Główna
- Walka w kategorii piórkowej:  Felipe Colares –  Alioune Nahaye

Zwycięstwo Colares przez poddanie w 1 rundzie
- Walka w kategorii piórkowej:  Tito Martins –  Youssouf Binate

Zwycięstwo Binate przez TKO w 1 rundzie
- Walka w kategorii lekkiej:  Turpal Younousov –  Daniele Scagliusi

Zwycięstwo Younousova przez poddanie w 1 rundzie
- Walka w kategorii ciężkiej:  Rony Bouzy –  Zaurbek Sabanov

Zwycięstwo Sabanova przez jednogłośną decyzję sędziów
- Walka w kategorii piórkowej:  Asilder Badouiev –  Pedro Colman

Zwycięstwo Badouivea przez poddanie w 2 rundzie
Karta Wstępna
- Walka kobiet w kategorii muszej:  Mona Ftouhi –  Manuela Marconetto

Zwycięstwo Marconetto przez jednogłośną decyzję sędziów
- Walka w kategorii średniej:  Virgil Augen –  Mahamadou Soukouna

Zwycięstwo Augena przez jednogłośną decyzję sędziów
- Walka w kategorii lekkiej:  Osman Minbatirov –   Bobby Pallett

Zwycięstwo Minbatirova przez jednogłośną decyzję sędziów
- Walka w kategorii piórkowej:  Alexandre Carole –  Mossab El Marzkioui

Zwycięstwo El Marzkiouiego przez poddanie w 1 rundzie

### Ares FC 13: Lapilus vs. Beltran
Walka Wieczoru:
- Walka o pas mistrzowski Ares FC w kategorii piórkowej:  Damien Lapilus –  Marco Beltran

Zwycięstwo Lapilusa przez TKO w 1 rundzie
Karta Główna
- Walka w kategorii półśredniej:  Ibrahim Mané –  Leonardo Damiani

Zwycięstwo Mané przez TKO w 1 rundzie
- Walka w kategorii półśredniej:  Emmanuel Dawa –  Nikola Joksović

Zwycięstwo Joksovicia przez TKO w 1 rundzie
- Walka w kategorii piórkowej:  David Tonatiuh Crol  –  Hasni Mohammadi

Zwycięstwo Crola przez poddanie w 2 rundzie
- Walka w kategorii ciężkiej:  Marcos Matos –  Mickaël Groguhe

Zwycięstwo Groguhe przez TKO w 1 rundzie
- Walka w kategorii półciężkiej:  Carlos Cainan –  Paulin Begai

Zwycięstwo Begaia przez TKO w 2 rundzie
Karta Wstępna
- Walka w kategorii ciężkiej:  Xavier Lessou –  Badr Medkouri

Zwycięstwo Lessou przez jednogłośną decyzję sędziów
- Walka w kategorii koguciej:  Luke Neale –  Aboubakar Younousov

Zwycięstwo Younousova przez poddanie w 1 rundzie
- Walka w kategorii półśredniej:  Alexander Mikael –  Ramazan Mustafajew

Zwycięstwo Mustafajewa przez jednogłośną decyzję sędziów
- Walka w kategorii lekkiej:  Guilherme Gomes –  Soslan Gagloev

Zwycięstwo Gagloeva przez TKO w 1 rundzie

### Ares FC 14: Lebout vs. Staropoli
Walka Wieczoru:
- Walka o tymczasowy pas mistrzowski Ares FC w kategorii półśredniej:  Laureano Staropoli  –  Mickael Lebout

Zwycięstwo Starapoliego przez TKO w 2 rundzie
Karta Główna
- Walka kobiet o pas mistrzowski Ares FC w kategorii muszej:  Ivana Širić Petrović –  Ewelina Woźniak

Zwycięstwo Petrović przez poddanie w 4 rundzie
- Walka w kategorii średniej:  Pietro Penini –  Robert Valentin

Zwycięstwo Valentina przez podanie w 1 rundzie
- Walka w kategorii półciężkiej:   Alejandro Arcas –  Jacky Jeanne

Zwycięstwo Jeanne przez jednogłośną decyzję sędziów
- Walka w kategorii muszej:  Samir Faiddine –  Luthando Biko

Zwycięstwo Biko przez jednogłośną decyzję sędziów
Karta Wstępna
- Walka kobiet w kategorii koguciej:   Marie Loiseau –  Darya Zheleznyakova

Zwycięstwo Zheleznyakovej przez TKO w 1 rundzie
- Walka w kategorii muszej:  Jawany Scott –  Gregory Wamytan

Zwycięstwo Scotta przez jednogłośną decyzję sędziów
- Walka w kategorii półśredniej:  Mohamad Baillot –  Jakub Kaczmarski

Zwycięstwo Baillota przez poddanie w 1 rundzie
- Walka kobiet w kategorii muszej:  Iony Razafiarison –  Manuela Marconetto

Zwycięstwo Razafiarison przez niejednogłośną decyzję sędziów

### Ares FC 15: Pena vs. Saadi
Walka Wieczoru:
- Walka o pas mistrzowski Ares FC w kategorii koguciej:  Demarte Pena  –  Mehdi Saadi

Zwycięstwo Peny przez jednogłośną decyzję sędziów
Karta Główna
- Walka w kategorii lekkiej:  Alaa Mansour –  Amin Ayoub

Zwycięstwo Ayouba przez TKO w 1 rundzie
- Walka w limicie -80 kg:  Ibrahim Mané –  Juan Manuel Suarez

Zwycięstwo Mané przez jednogłośną decyzję sędziów
- Walka w kategorii półśredniej:  Christopher Jacquelin –  Felix Klinkhammer

Zwycięstwo Klinkhammera przez poddanie w 1 rundzie
- Walka w kategorii półśredniej:  Mickael Marie Sardi  –  Jordan Zébo

Zwycięstwo Zébo przez KO w 3 rundzie
- Walka w kategorii półśredniej:  Vincent del Guerra –  Nikola Joksović

Zwycięstwo Joksovicia przez poddanie w 2 rundzie
- Walka w kategorii koguciej:  Moustapha Aida –  Abdelmoumen Mssaate

Zwycięstwo Aidy przez TKO w 2 rundzie
Karta Wstępna
- Walka w kategorii ciężkiej:  Benjamin Šehić  –  Alexander Soldatkin

Zwycięstwo Soldatkina przez TKO w 2 rundzie
- Walka w kategorii piórkowej:  Asilder Badouiev  –  David Tonatiuh Crol

Zwycięstwo Crola przez poddanie w 2 rudznie
- Walka kobiet w kategorii muszej:  Joana Chevreuil –  Assia Miri

Zwycięstwo Miri przez jednogłośną decyzję sedziów
- Walka w kategorii ciężkiej:   Azamat Aboukhanov –  Islem Masraf

Zwycięstwo Masrafa przez poddanie w 2 rundzie

### Ares FC 16: Chamsoudinov vs. Escudero
Walka Wieczoru:
- Walka w limicie -82 kg:  Baissangour Chamsoudinov –  Efrain Escudero

Zwycięstwo Chamsoudinova przez TKO w 2 rundzie
Karta Główna
- Walka w kategorii piórkowej:  Geraldo de Freitas –  Daguir Imawow

Zwycięstwo Imawowa przez TKO w 1 rundzie
- Walka w kategorii piórkowej:  Alioune Nahaye –  Pedro Colman

Zwycięstwo Nahaye przez TKO w 1 rundzie
- Walka w kategorii lekkiej:  Axel Sola –  Cesar Arzamendia

Zwycięstwo Soli przez TKO w 3 rundzie
- Walka w kategorii średniej:  Ilian Bouafia –  Carlos Graca

Zwycięstwo Bouafii przez TKO w 2 rundzie
- Walka w kategorii średniej:  Virgil Augen –  Mantas Kondratavičius

Zwycięstwo Augena przez poddanie w 2 rundzie
Karta Wstępna
- Walka w kategorii piórkowej:  Rijad Jaha –  Youssouf Binate

Zwycięstwo Binate przez TKO w 1 rundzie
- Walka w kategorii ciężkiej:  Joffie Houlton –  Kenzo Soares Silva

Zwycięstwo Houltona przez KO w 1 rundzie

### Ares FC 17: Aida vs. Younousov
Walka Wieczoru:
- Walka o tymczasowy pas Ares FC w kategorii koguciej:  Moustapha Aida –  Aboubakar Younousov

Zwycięstwo Younousova przez KO w 2 rundzie
Karta Główna
- Walka w kategorii lekkiej:  Emmanuel Dawa –  Ghiles Oudelha

Zwycięstwo Oudelhy przez KO w 1 rundzie
- Walka w kategorii ciężkiej:  Xavier Lessou –  Rony Bouzy

Zwycięstwo Lessou przez TKO w 3 rundzie
- Walka w kategorii lekkiej:  Osman Minbatirov –  Agy Sardari

Zwycięstwo Sardariego przez poddanie w 2 rundzie
Karta Wstępna
- Walka w kategorii półśredniej:  Wissame Akhmouch –  Magnus Onyeka Iversen

Zwycięstwo Akhmoucha przez jednogłośną decyzję sedziów
- Walka kobiet w kategorii muszej:  Iony Razafiarison –  Alexandra Tekenah

Zwycięstwo Tekenah przez jednogłośną decyzję sedziów
- Walka w kategorii lekkiej:  Patrik Čelić –  Mihail Lavraniuc

Zwycięstwo Lavraniuca przez jednogłośną decyzję sędziów

### Ares FC 18: Augen vs. Shiguemoto
Walka Wieczoru:
- Walka o pas Ares FC w kategorii średniej:  Henrique Shiguemoto  –  Virgil Augen

Zwycięstwo Augena przez jednogłośną decyzję sędziów
Karta Główna
- Walka o pas Ares FC w kategorii lekkiej:  Axel Sola  –  Turpal Younousov

Zwycięstwo Soli przez TKO w 4 rundzie
- Walka o pas Ares FC w kategorii koguciej kobiet :  Gisele Moreira –  Rizlen Zouak

Zwycięstwo Zouak przez jednogłośną decyzję sędziów
- Walka kobiet w kategorii muszej:  Liliya Kazak –  Shanelle Dyer

Zwycięstwo Dyer przez TKO w 3 rundzie
- Walka w limicie -90 kg:  Vlad Gutu –  Dawid Panfil

Zwycięstwo Gutu przez TKO w 2 rundzie
Karta Wstępna
- Walka w kategorii półśredniej:  Mohamad Baillot –  Gaetan Dambo

Zwycięstwo Baillota przez dyskwalfikację w 2 rundzie
- Walka w kategorii ciężkiej:  Joffie Houlton –  Abu Bakr Bathily

Zwycięstwo Bathilyego przez poddanie w 2 rundzie
- Walka w kategorii średniej:  Hugo Guillon –  Shakhbulat Abuev

Zwycięstwo Guillona przez poddanie w 3 rundzie
- Walka w kategorii lekkiej:  Lynne Kàrmàn –  Dzerassa Kupeeva

Zwycięstwo Karman przez TKO w 2 rundzie

### Ares FC 19: Pena vs. Lee-Scott
Walka Wieczoru:
- Walka o pas mistrzowski Ares FC w kategorii koguciej:  Demarte Pena –  Louis Lee-Scott

Zwycięstwo Lee-Scotta przez jednogłośną decyzję sędziów
Karta Główna
- Walka w kategorii półśredniej:  Jordan Zébo –  Carlos Graca

Zwycięstwo Zébo przez jednogłośną decyzję sędziów
- Walka w kategorii piórkowej:  Mossab El Marzkioui –  Azize Hlali

Zwycięstwo Hlaliego przez TKO w 2 rundzie
- Walka w limicie -88 kg:  Carlos Cainan –  Ilian Bouafia

Zwycięstwo Bouafii przez TKO w 1 rundzie
- Walka w limicie -86 kg:  Ale Joseph –  Ourouzmag Magkeyev

Zwycięstwo Josepha przez TKO w 1 rundzie
Karta Wstępna
- Walka w kategorii średniej:  Cherif Drame –  Angelo de Jesus

Zwycięstwo Drame przez TKO w 3 rundzie
- Walka kobiet w kategorii słomkowej:  Joana Chevreuil –  Melissa Hurtado

Zwycięstwo Hurtado przez poddanie w 1 rundzie
- Walka w kategorii średniej:  John Caseneuil –  Gaetan Dambo

Zwycięstwo Dambo przez poddanie w 2 rundzie

### Ares FC 20: Augen vs. Gutu
Walka Wieczoru:
- Walka o pas mistrzowski Ares FC w kategorii średniej:  Virgil Augen –  Vlad Gutu

Zwycięstwo Augena przez poddanie w 3 rundzie
Karta Główna
- Walka w kategorii piórkowej:  Alioune Nahaye –  Luis Miguel Aular

Zwycięstwo Nahaye przez KO w 1 rundzie
- Walka w kategorii koguciej:  Luke Neale –  Youssouf Binate

Zwycięstwo Binate przez TKO w 3 rundzie
- Walka w kategorii półciężkiej:  Ednaldo Oliveira –  Paulin Begai

Zwycięstwo Begaia przez jednogłośną decyzję sędziów
- Walka w kategorii półciężkiej:  Mbamba Cauwenbergh –  Jacky Jeanne

Zwycięstwo Jeanna przez TKO w 1 rundzie
Karta Wstępna
- Walka w kategorii koguciej:  Matheus Linhares –  Arnold Quero

Zwycięstwo Linharesa przez poddanie w 2 rundzie
- Walka w kategorii lekkiej:  Jhon Grueso –  Magomed-Giri Umarkhadzhiev

Zwycięstwo Umarkhadzhieva przez poddanie w 1 rundzie
- Walka w kategorii piórkowej:  Ayoub Khaoua –  Samir Sadikov

Zwycięstwo Khaoui przez poddanie w 3 rundzie
- Walka w kategorii ciężkiej:  Daniel Lentie –  Kenzo Soares Silva

Zwycięstwo Lentie przez TKO w 1 rundzie
- Walka w kategorii piórkowej:  Rijad Jaha –  Bernardo Passos

Zwycięstwo Jahi przez TKO w 1 rundzie

### Ares FC 21: Do Santos vs. Baillot
Walka Wieczoru:
- Walka w kategorii lekkiej:  Jean Do Santos –  Mohamad Baillot

Zwycięstwo Do Santosa przez TKO w 2 rundzie
Karta Główna
- Walka kobiet w kategorii muszej:  Alexandra Tekenah –  Alice Pisciotta

Zwycięstwo Tekenah przez KO w 1 rundzie
- Walka w kategorii ciężkiej:  Benjamin Šehić –  Mamadou Mbaye

Zwycięstwo Šehicia przez TKO w 1 rundzie
- Walka w kategorii ciężkiej:  Elvis Tchapda –  Azamat Aboukhanov

Zwycięstwo Aboukhanova przez TKO w 2 rundzie
- Walka w kategorii lekkiej:  Mohamed Soumah –  Soslan Gagloev

Zwycięstwo Gagloeva przez poddanie w 1 rundzie
Karta Wstępna
- Walka kobiet w kategorii piórkowej:  Lynne Kàrmàn –  Stephanie Evans

Zwycięstwo Karman przez jednogłośną decyzję sędziów
- Walka w kategorii lekkiej:  Guillermo Gasca –  Ioan Harris

Zwycięstwo Harrisa przez poddanie w 2 rundzie
- Walka w limicie -59 kg:  Hamza Elouassif –  Batsukh Uuganbayar

Zwycięstwo Uuganbayara przez TKO w 1 rundzie

### Ares FC 22: Sola vs. Imavov
Walka Wieczoru:
- Walka o pas mistrzowski Ares FC w kategorii lekkiej:  Axel Sola –  Daguir Imawow

Remis większościowy
Karta Główna
- Walka o pas mistrzowski Ares FC w kategorii ciężkiej:  Abu Bakr Bathily –  Sofiane Boukichou

Zwycięstwo Bakr Bathily'ego przez jednogłośną decyzję sędziów
- Walka w limicie -63 kg:  Fabrício Nunes –  Aboubakar Younousov

Zwycięstwo Younousova przez jednogłośną decyzję sędziów
- Walka w kategorii lekkiej:  Amin Ayoub –  Ghiles Oudelha

Zwycięstwo Ayouba przez jednogłośną decyzję sędziów
- Walka w kategorii lekkiej:  Patrick Habirora –  Alex Aston

Zwycięstwo Habirora przez TKO w 1 rundzie
- Walka kobiet w kategorii piórkowej:  Gisele Moreira –  Zarah Fairn

Zwycięstwo Moreiry przez TKO w 1 rundzie
Karta Wstępna
- Walka w kategorii półśredniej:  Phruethukorn Chaichongcharden –  Jordan Zébo

Zwycięstwo Zébo przez niejednogłośną decyzję sędziów
- Walka w kategorii piórkowej:  Azize Hlali –  Alberto Ponzio

Zwycięstwo Hlali'ego przez KO w 1 rundzie
- Walka w limicie -100 kg:  Salim El Ouassaidi  –  Jacky Jeanne

Zwycięstwo Jeanne przez TKO w 1 rundzie
- Walka kobiet w kategorii słomkowej:  Melissa Hurtado –  Fabiola Pidroni

Zwycięstwo Hurtado przez TKO w 1 rundzie

### Ares FC 23: Begai vs. Yakhyaev
Walka Wieczoru:
- Walka o wakujący pas mistrzowski Ares FC w kategorii półciężkiej:  Paulin Begai –  Abdulrakhman Yakhyaev

Zwycięstwo Yakhyaeva przez poddanie w 1 rundzie
Karta Główna
- Walka w limicie -73 kg:  Soslan Gagloev –  Bobby Pallett

Zwycięstwo Gagloeva przez TKO w 1 rundzie
- Walka w kategorii piórkowej:  Konmon Deh –  Alessandro Capone

Zwycięstwo Capone przez poddanie w 1 rundzie
Karta Wstępna
- Walka w kategorii lekkiej:  Radik Valiev –  Faridun Shokhnazarov

Zwycięstwo Shokhnazarova przez TKO w 2 rundzie
- Walka w kategorii ciężkiej:  Benjamin Šehić –  Khetag Sabeev

Zwycięstwo Šehicia przez TKO w 2 rundzie
- Walka w kategorii półciężkiej:  Thomas Cleret –  Jordan Nandor

Zwycięstwo Nandora przez poddanie w 1 rundzie

### Ares FC 24: Klinkhammer vs. Gonçalves
Walka Wieczoru:
- Walka o wakujący pas mistrzowski Ares FC w kategorii półśredniej:  Felix Klinkhammer –  Jefferson Gonçalves

Zwycięstwo Klinkhammera przez jednogłośną decyzję sędziów
Karta Główna
- Walka w kategorii ciężkiej:  Xavier Lessou –  Sofiane Boukichou

Zwycięstwo Lessou przez poddanie w 3 rundzie
- Walka w kategorii lekkiej:  Pedro Carvalho –  Magomed-Giri Umarkhadzhiev

Zwycięstwo Umarkhadzhieva przez KO w 1 rundzie
- Walka w kategorii lekkiej:  Bernardo Passos –  Magnus Onyeka Iversen

Zwycięstwo Passosa przez niejednogłośną decyzję sędziów
Karta Wstępna
- Walka w kategorii ciężkiej:  Kenzo Soares Silva –  Maciej Gradecki

Zwycięstwo Silvy przez TKO w 1 rundzie
- Walka w kategorii piórkowej:  Ayoub Khaoua –  Josh O'Connor

Zwycięstwo O'Connora przez jednogłośną decyzję sędziów
- Walka w kategorii muszej:  Vitor Enrique de Oliveira –  Romain Tango Ngouodjou

Zwycięstwo de Oliveiry przez jednogłośną decyzję sędziów
- Walka kobiet w limicie -59 kg:  Eleni Moisidou –  Alice Pisciotta

Zwycięstwo Moisidou przez jednogłośną decyzję sędziów

### Ares FC 25: Sola vs. Gagloev
Walka Wieczoru:
- Walka o pas mistrzowski Ares FC w kategorii lekkiej:  Axel Sola –  Soslan Gagloev

Zwycięstwo Soli przez TKO w 2 rundzie
Karta Główna
- Walka o pas mistrzowski Ares FC w kategorii koguciej: Aboubakar Younousov –  Matheus Malta

Zwycięstwo Younousova przez jednogłośną decyzję sędziów
- Walka o pas mistrzowski Ares FC w kategorii półciężkiej:  Abdulrakhman Yakhyaev –  Jacky Jeanne

Zwycięstwo Yakhyaeva przez poddanie w 1 rundzie
- Walka w kategorii lekkiej:  Wilker Nsamo –  Mohamad Baillot

Zwycięstwo Nsamo przez poddanie w 2 rundzie
Karta Wstępna
- Walka w kategorii średniej:  Henrique Shiguemoto –  Nasrudin Nasrudinov

Zwycięstwo Shiguemoto przez niejednogłośna decyzję sędziów
- Walka w kategorii półśredniej:  Gaetan Dambo –  Fallou Diop

Zwycięstwo Dambo przez TKO w 3 rundzie
- Walka w kategorii półśredniej:  Milton Mateus –  Shamkhan Kushagov

Zwycięstwo Kushagova przez poddanie w 1 rundzie
- Walka kobiet w kategorii słomkowej:  Melissa Hurtado –  Lindsey Payne

Zwycięstwo Hurtado przez jednogłośna decyzję sędziów

### Ares FC 26: Menezes vs. Menezes
Walka Wieczoru:
- Walka kobiet o pas mistrzowski Ares FC w kategorii muszej:  Jady Menezes –  Alexandra Tekenah

Zwycięstwo Menezes przez poddanie w 3 rundzie
Karta Główna
- Walka w kategorii półśredniej:  Ramazan Mustafajew –  Nikola Joksović

Zwycięstwo Joksovicia przez poddanie w 3 rundzie
- Walka w kategorii półciężkiej:  Paulin Begai –  Salim El Ouassaidi

Zwycięstwo Begaia przez KO w 1 rundzie
- Walka w kategorii lekkiej:  Mateus Linhares –  Abou Tounkara

Zwycięstwo Linharesa przez poddanie w 1 rundzie
- Walka w kategorii ciężkiej:  Benjamin Šehić –  Moreno Kacapor

Zwycięstwo Kacapora przez TKO w 1 rundzie
Karta Wstępna
- Walka w kategorii półciężkiej:  Derick Sokoudjou –  Jesús Sánchez

Zwycięstwo Sokoudjou przez jednogłośną decyzję sędziów
- Walka w kategorii muszej:  Jhonatan Oliveira –  Kevin Azouz

Zwycięstwo Oliveiry przez poddanie w 1 rundzie
- Walka w kategorii piórkowej:  Ghassen Jbalia –  Andrei Oniscenco

Zwycięstwo Jbalii przez jednogłośną decyzję sędziów

### Ares FC 27: Augen vs. Rocha
Walka Wieczoru:
- Walka o pas mistrzowski Ares FC w kategorii średniej:  Virgil Augen –  Moacir Rocha

Zwycięstwo Augena przez poddanie w 3 rundzie
Karta Główna
- Walka w kategorii piórkowej:  Geraldo de Freitas –  Ylies Djiroun

Zwycięstwo Djirouna przez jednogłośną decyzję sędziów
- Walka w limicie -79 kg:  Vincent del Guerra –  Jordan Zébo

Zwycięstwo Zébo przez jednogłośną decyzję sędziów
- Walka w kategorii półśredniej:  Magomed-Giri Umarkhadzhiev –  Ioan Harris

Zwycięstwo Umarkhadzhieva przez niejednogłośną decyzję sędziów
- Walka w kategorii lekkiej:  Amin Ayoub –  Estabili Amato

Zwycięstwo Ayouba przez TKO w 1 rundzie
Karta Wstępna
- Walka w kategorii lekkiej:  Thomas Glot –  Ghiles Oudelha

Zwycięstwo Oudelhy przez KO w 3 rundzie
- Walka w kategorii półśredniej:  Gaetan Dambo –  Wissame Akhmouch

Zwycięstwo Akhmoucha przez poddanie w 2 rundzie

### Ares FC 28: Sola vs. Caio
Walka Wieczoru:
- Walka o pas mistrzowski Ares FC w kategorii lekkiej:  Axel Sola –  Lucas Caio

Zwycięstwo Soli przez TKO w 2 rundzie
Karta Główna
- Walka o pas mistrzowski Ares FC w kategorii piórkowej:  Azize Hlali –  Josh O’Connor

Zwycięstwo O’Connora przez poddanie w 2 rundzie
- Walka o tymczasowy pas mistrzowski Ares FC w kategorii ciężkiej:  Xavier Lessou –  Paweł Biernat

Zwycięstwo Lessou przez poddanie w 2 rundzie
- Walka kobiet w kategorii piórkowej:  Shamara Braga –  Lynne Lessou

Zwycięstwo Bragi przez jednogłośną decyzję sędziów
- Walka w kategorii ciężkiej:  Sofiane Boukichou –  Kenzo Soares Silva

Zwycięstwo Boukichouy przez poddanie w 2 rundzie
- Walka w kategorii lekkiej:  Danillo Santos –  Yazid Chouchane

Zwycięstwo Chouchane'a przez niejednogłośną decyzję sedziów
Karta Wstępna
- Walka w kategorii piórkowej:  Ghassen Jbalia –  Dione Abdoulaye

Zwycięstwo Jbalii przez jednogłośną decyzję sędziów
- Walka w kategorii półśredniej:  John Caseneuil –  Emanuele Sabatino

Zwycięstwo Sabatino przez poddanie w 3 rundzie
- Walka w kategorii ciężkiej:  Danny Hartwell –  Zakaria Elhanna

Zwycięstwo Hartwella przez poddanie w 1 rundzie
- Walka w kategorii muszej:  Vitor Enrique de Oliveira –  Batsukh Uuganbayar

Zwycięstwo Uuganbayara przez TKO w 1 rundzie
- Walka w kategorii średniej:  Harold Andres Osorio –  Elie Makongo

Zwycięstwo  Makongo przez TKO w 1 rundzie

### Ares FC 29: Younousov vs. Alcino
Walka Wieczoru:
- Walka w limicie -62 kg: Aboubakar Younousov –  Maycon Alcino

Zwycięstwo Younousova przez KO w 2 rundzie
Karta Główna
- Walka w kategorii półciężkiej:  Paulin Begai –  Ilian Bouafia

Zwycięstwo Bouafii przez jednogłośną decyzję sędziów
- Walka w kategorii koguciej:  Youssouf Binate –  Louis Lee Scott

Zwycięstwo Scotta przez poddanie w 1 rundzie
- Walka w kategorii półśredniej:  Luciano Contini –  Ramazan Mustafajew

Zwycięstwo Mustafajewa przez TKO w 1 rundzie
- Walka w kategorii półciężkiej:  Derick Sokoudjou –  Moustapha Diakate

Zwycięstwo Diakate przez KO w 1 rundzie
- Walka kobiet w kategorii muszej:  Sabrina Oliveira –  Alexandra Tekenah

Zwycięstwo Tekenah przez TKO w 1 rundzie
Karta Wstępna
- Walka w kategorii lekkiej:  Jean Do Santos –  Phruethukorn Chaichongcharden

Zwycięstwo Chaichongchardena przez jednogłośną decyzję sędziów
- Walka kobiet w kategorii słomkowej:  Lindsey Payne –  Fabiola Pidroni

Zwycięstwo Pidroni przez TKO w 3 rundzie
- Walka w kategorii ciężkiej:  Joffie Houlton –  Azamat Aboukhanov

Zwycięstwo Houltona przez KO w 1 rundzie
- Walka w kategorii lekkiej:  Modibo Diakite –  Samuel Hovsepyan

Zwycięstwo Diakite przez jednogłośną decyzję sędziów

### Ares FC 30: Lima vs. Chamsoudinov
Walka Wieczoru:
- Walka o pas mistrzowski Ares FC w kategorii półśredniej:  Thiago Lima –  Baysangur Chamsoudinov

Zwycięstwo Chamsoudinova przez TKO w 2 rundzie
Karta Główna
- Walka w kategorii półśredniej:  Jordan Zébo –  Wissame Akhmouch

Zwycięstwo Zébo przez niejednogłośną decyzję sędziów
- Walka w kategorii średniej:  Isaac Muluh –  Jacky Jeanne

Zwycięstwo Jeanne przez TKO w 3 rundzie
- Walka w kategorii lekkiej:  Hugo Guillon –  Vlad Gutu

Zwycięstwo Guillona przez KO w 1 rundzie
- Walka kobiet w kategorii słomkowej:  Mileide Simplicio –  Delphine Benouaich

Zwycięstwo Benouaich przez TKO w 2 rundzie
- Walka w kategorii półciężkiej:  Jordan Nandor –  Moustapha Diakate

Zwycięstwo Diakate przez TKO w 1 rundzie
Karta Wstępna
- Walka w kategorii piórkowej:  Ayoub Khaoua –  Andrei Oniscenco

Zwycięstwo Oniscenco przez KO w 2 rundzie
- Walka w kategorii lekkiej:  Benoit Prigent –  Maike Garros

Zwycięstwo Prigenta przez TKO w 1 rundzie
- Walka w kategorii ciężkiej:  Zaurbek Sabanov –  Giovanni Olakunori

Zwycięstwo Sabanova przez TKO w 2 rundzie
- Walka w kategorii średniej:  Tomy Blanco –  Elie Makongo

Zwycięstwo Makongo przez TKO w 2 rundzie
- Walka w kategorii koguciej:  Wahbi Brahem –  Jordan Bradshaw

Zwycięstwo Bradshawa przez jednogłośną decyzję sędziów

### Ares FC 31: Sola vs. Oudelha
Walka Wieczoru:
- Walka o pas mistrzowski Ares FC w kategorii lekkiej:  Axel Sola –  Ghiles Oudelha

Zwycięstwo Soli przez jednogłośną decyzję sędziów
Karta Główna
- Walka o pas mistrzowski Ares FC w kategorii piórkowej:  Josh O'Connor –  Ylies Djiroun

Zwycięstwo O'Connora przez TKO w 2 rundzie
- Walka w limicie -80 kg:  Vincent del Guerra –  Nenad Avramović

Zwycięstwo del Guerrery przez poddanie w 2 rundzie
- Walka w kategorii lekkiej:  Noah Gugnon –  Ioan Harris

Zwycięstwo Gugnona przez TKO w 1 rundzie
- Walka kobiet w kategorii słomkowej:  Juliana Rodrigues –  Fabiola Pidroni

Zwycięstwo Pidroni przez jednogłośną decyzję sędziów
Karta Wstępna
- Walka w kategorii piórkowej:  Alberto Ponzio –  Dione Abdoulaye

Zwycięstwo Abdoulaye przez poddanie w 2 rundzie
- Walka w kategorii ciężkiej:  Meledje Yedoh –  Steeve Nsakou

Zwycięstwo Yedoha przez większościową decyzję sędziów
- Walka w kategorii muszej:  Vitor Enrique de Oliveira –  Kevin Azouz

Zwycięstwo de Oliveiry przez poddanie w 1 rundzie
- Walka w kategorii piórkowej:  Ludovic Agoue –  Nasser Boungad

Zwycięstwo  Boungada przez TKO w 2 rundzie

### Ares FC 32: Uuganbayar Vs. Oliveira
Walka Wieczoru:
- Walka o wakujący pas mistrzowski Ares FC w kategorii muszej:   Batsukh Uuganbayar – ‘ Jhonatan Oliveira

Zwycięstwo Uuganbayara przez  TKO w 1 rundzie
Karta Główna
- Walka kobiet o pas mistrzowski Ares FC w kategorii muszej:  Jady Menezes –  Eleni Moisidou

Zwycięstwo Menezes przez jednogłośną decyzję sędziów
- Walka w kategorii półśredniej:  Faudel Bentayeb –  Junior Hernandez

Zwycięstwo Hernandeza przez jednogłośną decyzję sędziów
- Walka w kategorii półśredniej:  Jose Barrios Vargas –  Nikola Joksović

Zwycięstwo Joksovicia przez TKO w 1 rundzie
- Walka w kategorii lekkiej:  Thomas Glot –  Daniel Kolasiński

Zwycięstwo Kolasińskiego przez KO w 1 rundzie
Karta Wstępna
- Walka w kategorii koguciej:  Mouraz Kotchoyan –  Joseph Magro

Zwycięstwo Magro przez TKO w 2 rundzie
- Walka w kategorii półśredniej:  Francesco Bocca –  Shamkhan Kushagov

Zwycięstwo Kushagova przez jednogłośną decyzję sędziów
- Walka w kategorii lekkiej:  Guillermo Gasca –  Sofiane El Fatni

Zwycięstwo El Fatniego przez TKO w 1 rundzie
- Walka w kategorii piórkowej:  Wael Kambouche –  Jose-Angel Rebolledo

Zwycięstwo Kambouche przez poddanie w 2 rundzie

### Ares FC 33
Walka Wieczoru:
- Walka w kategorii lekkiej:  Magomed-Giri Umarkhadzhiev –  Soslan Gagloev

Zwycięstwo Umarkhadzhieva przez poddanie w 2 rundzie
Karta Główna
- Walka w kategorii piórkowej:  Ghassen Jbalia –  Sakhi Qambari

Zwycięstwo Jbalii przez jednogłośną decyzję sędziów
Karta Wstępna
- Walka w kategorii lekkiej:  Modibo Diakite –  Ady Nunes

Zwycięstwo Diakite przez TKO w 2 rundzie
- Walka w kategorii ciężkiej:  Ednaldo Oliveira –  Rayan Chaieb

Zwycięstwo Oliveiry przez niejednogłośną decyzję sędziów
- Walka w kategorii lekkiej:  Jonatan Garcia –  Walid Masmoudi

Zwycięstwo Masmoudiego przez TKO w 2 rundzie
- Walka w kategorii ciężkiej:  Matusalém dos Santos –  Zakaria Elhanna

Zwycięstwo Elhanny przez TKO w 1 rundzie

### Ares FC 34
Walka Wieczoru:
- Walka w kategorii :  TBA –  TBA

Karta Główna
- Walka o pas mistrzowski Ares FC w kategorii ciężkiej:   Abu Bakr Bathily – ‘ Moreno Kacapor

Karta Wstępna
- Walka w kategorii :  TBA –  TBA

## Znani zawodnicy walczący dla organizacji
- Demarte Pena
- Elias Boudegzdame
- Benjamin Šehić
- Ildemar Alcântara
- Luis Henrique
- Wilson Reis
- Maria Silva
- Louis Glismann
- Juan Manuel Suarez
- Abdoul Abdouraguimov
- Karl Amoussou
- Amin Ayoub
- Gregory Babene
- Baissangour Chamsoudinov
- William Gomis
- Daguir Imawow
- Nassourdine Imawow
- Damien Lapilus
- Taylor Lapilus
- Mickael Lebout
- Achmied Salamow
- Oumar Sy
- Felix Klinkhammer
- Muslim Tulszajew
- Laurynas Urbonavicius
- Faycal Hucin
- Rizlen Zouak
- Emil Weber Meek
- Ivana Petrović
- Rafał Haratyk
- Łukasz Sajewski
- Marta Waliczek
- Ewelina Woźniak
- Kirill Korniłow
- Nikola Joksović
- Slim Trabelsi